# بوست رانك
بوست رانك (بالإنجليزية: PostRank)‏ كانت خدمة لتحليل الوسائط الاجتماعية والتي استخدمت خوارزمية لتصنيف وترتيب وقياس "المشاركة الاجتماعية" مع المحتوى المنشور وذلك استناداً إلى تعليقات المدونة والروابط، والإشارات المرجعية على الإنترنت، والنقرات، ومشاهدات الصفحة، والأنشطة من خدمات الشبكات الاجتماعية مثل تويتر وديغ وفيس بوك وماي سبيس. قامت جوجل بالاستحواذ على بوست رانك في يونيو 2011.

## تحليلات جوجل
قامت جوجل بعد استحواذ، بدمج وظيفة بوست رانك في خدمتها جوجل أناليتكس.
- في 8 ديسمبر 2011، أعلنت جوجل أناليتكس عن مركز تحليل البيانات الاجتماعية (Analytics Social Data Hub) [2] في LeWeb Paris.
- في 20 مارس 2012، أطلقت جوجل أناليتكس وظيفة إعداد التقارير الاجتماعية.[3]
- في 1 مايو 2012، تم إنهاء خدمات بوست رانك.[4]